# Culloden (Île-du-Prince-Édouard)
Culloden est une communauté dans le comté de Queens de l'Île-du-Prince-Édouard, à l'ouest de Murray River.